# Jackie Blanchflower
John "Jackie" Blanchflower  (ur. 7 marca 1933, zm. 2 września 1998) – północnoirlandzki piłkarz, obrońca, wcześniej napastnik. Młodszy brat Danny'ego.
Blanchflower urodził się w Belfaście. Karierę piłkarską spędził w Manchesterze United, gdzie grał w pierwszym zespole w latach 1951–1958. Zawodnikiem młodzieżowych drużyn MU był od 1949. Pierwszy raz w profesjonalnym spotkaniu wystąpił 24 listopada 1951 w meczu z Liverpoolem. Trzykrotnie sięgał po mistrzostwo Anglii, w 1952, 1956 i 1957 roku. Jego karierę przerwała katastrofa w Monachium - Blanchflower spędził w szpitalu kilka miesięcy i mimo podejmowanych prób nie wrócił już na boisko.
Jackie Blanchflower rozegrał 12 spotkań w reprezentacji Irlandii Północnej, w której zadebiutował w roku 1954.